# Гюрген, Керем
Керем Гюрген (тур. Kerem Gürgen; род. 1983, Сиирт) — турецкий боксёр, представитель полулёгкой весовой категории. Выступал за сборную Турции по боксу в конце 2000-х — начале 2010-х годов, чемпион Средиземноморских игр, чемпион турецкого национального первенства, победитель и призёр многих турниров международного значения.

## Биография
Керем Гюрген родился в 1983 году в городе Сиирт, Турция. Проходил подготовку в местом клубе Gençlik Spor İl Müdürlüğü.
Дебютировал на международной арене в сезоне 2002 года, выступив на Кубке мира в Астане. Год спустя боксировал на Всемирных военных играх в Катании.
В 2008 году стал чемпионом Турции в зачёте полулёгкой весовой категории, завоевал серебряную медаль на чемпионате мира среди студентов в Казани, выступил на чемпионате Европейского Союза в Польше.
В 2009 году в категории до 57 кг одержал победу на Средиземноморских играх в Пескаре, выступил на международном турнире «Странджа» в Пловдиве и на мировом первенстве в Милане, где на стадии четвертьфиналов был остановлен узбеком Баходиржоном Султановым. Также добавил в послужной список бронзовую награду, полученную на домашнем международном турнире «Ахмет Джёмерт» в Стамбуле, где в полуфинале уступил ирландцу Карлу Фрэмптону.
На чемпионате Европы 2010 года в Москве выбыл из борьбы за медали уже на предварительном этапе соревнований. При этом на «Страндже» в Ямболе одолел всех оппонентов и получил золото.
Принимал участие в матчевых встречах лиги World Series of Boxing.